# 神野悪五郎
神野悪五郎（しんのあくごろう）は、日本の妖怪。
怪談『稲生物怪録』で、山本五郎左衛門が語る中に登場する。姓の「神野」は、『稲生物怪録』を描いた古典の絵巻のうち、『怪談之由来併画』『稲亭物怪録』（慶應義塾大学三田メディアセンター所蔵）によるもので、『稲生武太夫一代記』では「真の悪五郎」、『稲生物怪録絵巻』では「真野悪五郎」、『稲亭物怪録』（広島県立歴史民俗資料館所蔵）では「神ン野悪五郎」、『稲生平太郎物語』『稲生逢妖談』『稲亭物怪図記』では「しんの悪五郎」とされる。

## 概要

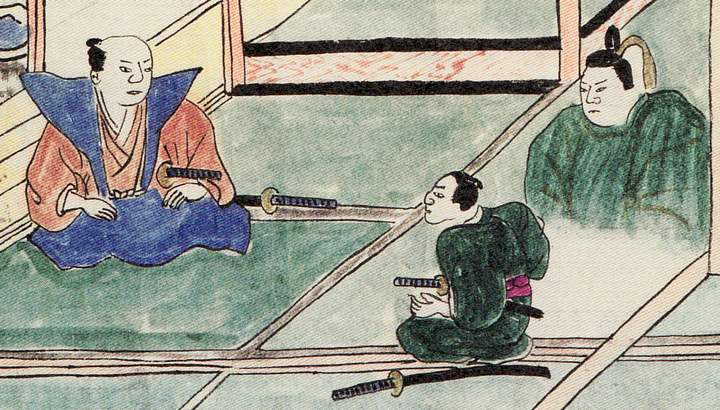
『稲生武太夫一代記』。向かって右端に、「真の悪五郎」（神野悪五郎）とされる冠装束姿の者が現れている。

多くの絵巻では、五郎左衛門がこの物語の主人公・稲生平太郎に語る中に登場するのみだが、『稲生武太夫一代記』では、五郎左衛門が武太夫に「先（ま）づ、悪五郎を、眼の前に引連れて、見せ申すべし」と言い、武太夫が背後を見ると、冠装束姿の者が半身の状態で現れたとある。ただし『稲生物怪録絵巻』など多くの絵巻では、この冠装束姿の者は武太夫を守護する氏神とされており、『稲生武太夫一代記』であたかも五郎左衛門が悪五郎を武太夫の眼の前に連れて来たように描かれているのは、文章の不整合のためと指摘されている。

## 異境備忘録における記述
宮地水位の『異境備忘録』では、魔界の13の悪魔の棟梁の1人であり、「神野悪五郎日影（しんのあくごろうにちえい）」の名で第6の魔王とされている。神野を含む魔王たちの風貌については「皆髪逆立ちて、長上下（ながかみしも）に似たるものを服したり」「常に形を変化することをなさず」「種々様々な形をして半身、或（ある）は三目、或は四手一足、或は無首大足、或は横面大口、或いは大頭一大目と種々変化して異形を見するなり」と記述されている。
また同書では、『稲生物怪録』の舞台でもある備前国の比熊山に悪五郎が立ち寄ることがあり、山頂付近には大杉という木の上に光り物があり、この山に風気のあるときには、この大杉の近辺に立ち寄ってはならないとしている。

## 近代の登場作品
- 漫画『妖怪の飼育員さん』 - 藤栄道彦の作品。妖怪とは別の「魔」の長であり、SF気味の容姿で描かれている。
- 映画『妖怪大戦争』（2005年）- 作中の設定では、広島の妖怪[8]。魔物たちを束ねる魔王のひとりであり、その支配はインド・中国・日本という広域に及ぶとされる。山ン本五郎左衛門と魔界の覇権を争ったが、妖怪世界の長老である妖怪大翁の仲裁により、現在は山ン本とともに大翁に仕える。頭の回転が速く討論では妖怪の中に並ぶ者はいない[9]。